# Dionisie Rally Paleologul

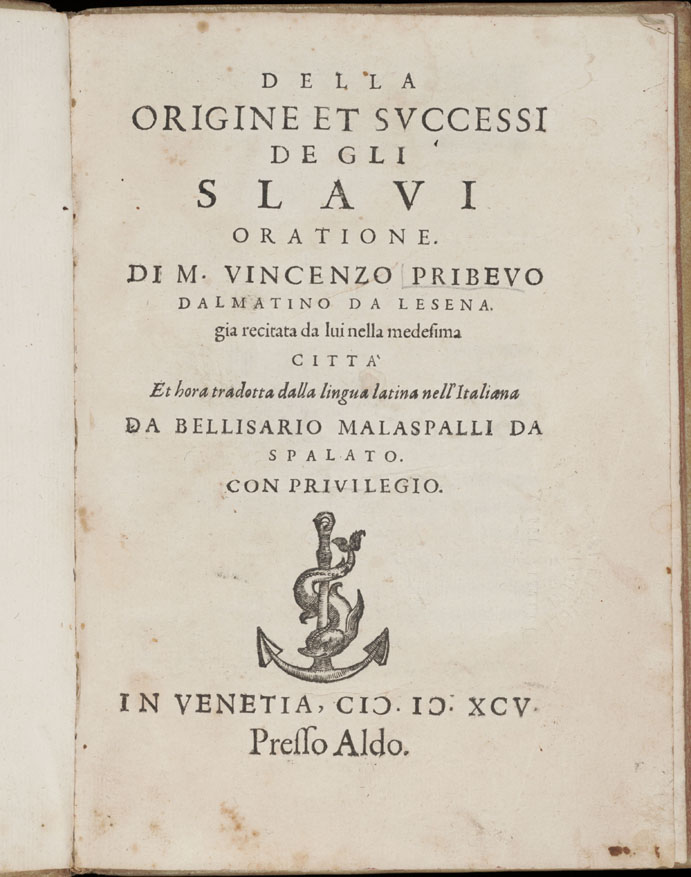
„Della origine et successi degli slavi” („Despre originea și izbânzile slavilor”), Veneția, ediția a II-a în limba italiană, 1595

Dionisie Rally Paleologul (în greacă Διονύσιος Ράλ(λ)ης Παλαιολόγος, transliterat: Dionisios Rallis Palaiologos, în bulgară Дионисий Рали Палеолог, transliterat: Dionisi Rali Paleolog; n. secolul al XVI-lea, Creta, Republica Veneția – d. secolul al XVII-lea, Viena, Monarhia Habsburgică) a fost un episcop al Bisericii Ortodoxe a Constantinopolului, care a îndeplinit funcțiile de mitropolit de Tărnovo (1585-1600) și mitropolit al Mitropoliei Sucevei și Moldovei (iunie-septembrie 1600).
A fost conducătorul unei delegații bisericești și diplomatice speciale care a informat poporul rus și pe țarul Feodor Ivanovici (1584-1598) cu privire la recunoașterea Bisericii Ortodoxe Ruse ca patriarhie. A fost membru al familiei nobiliare bizantine Rally și, prin patriarhul Ieremia al II-lea, se pare că s-a aflat sub patronajul demnitarului grec Mihail Cantacuzino Șaitanoglu, cu care era întrudit.

## Biografie
Originea etnică a lui Dionisie Rally este discutabilă. El este considerat grec pentru că s-a născut pe insula Creta și bulgar pentru că a contribuit la tipărirea Bibliei de la Ostrog și a altor cărți bisericești în slavona bisericească. A fost, în plus, înrudit cu familiile Cantacuzino și Paleolog.
Dionisie a devenit călugăr pe insula sa natală, Creta, aflată în acea vreme sub stăpânire venețiană. S-a stabilit la Veneția (1561) și apoi la Pisa (1563) și a încercat să înființeze o comunitate bisericească a grecilor ortodocși locali (similară venețienilor). El este menționat din nou în 1583, când, la insistențele papei Grigore al XIII-lea (1572-1585), a călătorit din Italia în orașul ucrainean Ostrog pentru a preda la nou-înființatul Colegiu slavo-greco-latin și a ajuta la pregătirea unei ediții tipărite a Bibliei slave. A fost în acea vreme starețul unei mănăstiri din Drohobîci (azi în Ucraina).
A părăsit apoi Ostrogul și a călătorit la Constantinopol, iar în 1585 a fost ales mitropolit de Tărnovo, vechi scaun patriarhal, și a participat la tratativele de înființare a recunoaștere a Patriarhiei Moscovei (1590). În anul 1588, cu prilejul unei vizite la Moscova, patriarhul Ieremia al II-lea (1572-1579, 1580-1584, 1587-1595) a fost de acord, în principiu, cu ridicarea Bisericii Ortodoxe Ruse la rangul de patriarhie, iar în 1589 mitropolitul Iov al Moscovei a fost înscăunat în Catedrala „Adormirea Maicii Domnului” ca patriarh al Întregii Rusii. Recunoașterea canonică a Patriarhiei Moscovei a avut loc în cadrul unui sinod bisericesc special organizat în 1590 la Constantinopol, la care a participat și mitropolitul Dionisie Rally, conducătorul eparhiei care deținuse locul 5 în dipticele Patriarhiei Constantinopolului, succesoarea Patriarhiei de Tărnovo. El a fost desemnat de sinod în 1591 să conducă o delegație care să meargă la Moscova și să anunțe țarului, Dumei Boierești și întregului popor rus că Biserica Ortodoxă Rusă a fost ridicată la rangul de patriarhie și că Țaratul Rusiei se află, din punct de vedere spiritual, sub protecția lui Dumnezeu.
La 12 februarie 1593, la noul Sinod Ortodox al Bisericii Ortodoxe Ruse, care a avut loc la Constantinopol, i-a fost atribuit locul cinci în dipticele Patriarhiei Constantinopolului, loc pe care-l avusese mai demult conducătorul Patriarhiei de Tărnovo. Pe acest document se află semnătura mitropolitului Dionisie Ralli de Tărnovo.
Începând din 1593 mitropolitului Dionisie de Tărnovo nu i s-a mai permis să intre pe teritoriul Imperiului Otoman din ordinul personal al sultanului otoman Murad al III-lea (1574-1595). Din acest motiv, el a fost nevoit să trăiască în exil în timpul Războiului celui Lung, administrând de la distanță treburile bisericești, și a sprijinit coaliția otomană a lui Andronic Cantacuzino și Mihai Viteazul. În timpul Primei Răscoale de la Tărnovo (1598), Dionisie a fost conducătorul spiritual al rebelilor, iar după înfrângerea ei s-a refugiat împreună cu o parte a clerului și credincioșilor la curtea domnului muntean Mihai Viteazul.
O adunare a clerului și credincioșilor, care a avut loc în 2 iunie 1600 la Iași, l-a ales ca mitropolit al Sucevei și al Moldovei, dar a fost nevoit în curând să părăsească acest scaun mitropolitan după uciderea lui Mihai Viteazul.  A desfășurat apoi activități de curier special și ambasador la curtea țarului rus după Uniunea de la Brest (1596), dar a fost capturat de autoritățile Uniunii statale polono-lituaniene și aruncat în închisoare.  Înzestrat cu o recomandare a împăratului Rudolf al II-lea, a revenit la Moscova pentru a strânge bani și, eventual, a negocia o luptă comună împotriva otomanilor (1603). La 6 aprilie 1619 i-a scris o scrisoare ducelui Carol I Gonzaga de Mantua, care plănuia la acea vreme o cruciadă. El a fost pomenit ultima dată la 28 februarie 1620, ca martor al testamentului fostului principe valah Radu Șerban la Viena.